# 5114 Yezo
5114 Yezo eller 1988 CO är en asteroid i huvudbältet som upptäcktes den 15 februari 1988 av de båda japanska astronomerna Seiji Ueda och Hiroshi Kaneda i Kushiro. Den är uppkallad efter den det tidigare namnet på den japanska ön Hokkaido.